# Vampire’s Kiss
Vampire’s Kiss ist eine US-amerikanische Horrorkomödie von Robert Bierman nach einem Drehbuch von Joseph Minion aus dem Jahr 1989. Nicolas Cage spielt einen New Yorker Literaturagenten, der nach einer Nacht mit Rachel (die er für eine Vampirfrau hält) einige Veränderungen durchmacht. Der Film war finanziell kein großer Erfolg, erreichte aber mit der Zeit Kultstatus.

## Handlung
Peter Loew ist als Literaturagent ein typischer Vertreter des Yuppietums der späten 80er Jahre. Er zieht Nacht für Nacht durch die In-Clubs Manhattans auf der Suche nach Abenteuern und dem Kick, der etwas Abwechslung in das eigentlich eher langweilige und einsame Dasein bringt. So schleppt er eines Nachts die attraktive Rachel ab, die ihm im Eifer des Liebesaktes in den Hals beißt und sein Blut saugt. Nun beginnt Peter sich zu verändern, er fühlt sich nicht mehr besonders gut, er fängt an, Freundinnen zu versetzen und Verabredungen platzen zu lassen. Außerdem beginnt er die Büroangestellte Alva zu terrorisieren, die in seinem Auftrag eine verlegte Akte sucht, welche für Loew mehr und mehr zu einem Objekt der Besessenheit wird.
Eines Tages wird ihm klar, was ihm fehlt, er hat sich durch Rachels Biss in einen Vampir verwandelt. So beginnt er nun allerlei verrückte Dinge zu tun: er schläft unter dem Sofa, meidet das Licht, er isst lebende Kakerlaken, er bildet sich ein, kein Spiegelbild mehr zu haben, und nachdem er versucht, sich mit Alvas Schreckschusspistole zu erschießen, hält er sich nun für unsterblich. Mehr und mehr verfällt er dem Wahn, kauft sich sogar Plastikvampirzähne und attackiert damit Frauen, doch sein Verfall ist unaufhaltsam. So läuft er brabbelnd und fantasierend durch New Yorks Straßen seiner baldigen, ganz und gar vampirischen Erlösung entgegen.

## Kritiken
Basierend auf der Auswertung von 29 nordamerikanischen Filmkritiken wird auf Rotten Tomatoes eine Zustimmungsquote von 62 % ausgewiesen.
Hal Hinson schrieb in der Washington Post vom 2. Juni 1989, dass der Film „grottenschlecht“ („stone-dead bad“) sei. Hinson verspottete die Darstellung von Nicolas Cage.

„Variante des Vampir-Genres, die Vampirismus als krankhafte Liebessehnsucht interpretiert und sich auf die lustvolle Demontage ihres unglücklichen Helden konzentriert. In der Gratwanderung zwischen Traum und Wirklichkeit jedoch zu unentschlossen angelegt.“

## Auszeichnungen
Nicolas Cage gewann im Jahr 1989 einen Preis des Festival Internacional de Cinema Fantástic de Sitges. Er wurde 1990 für den Independent Spirit Award nominiert.

## Hintergrund
- Der Film wurde in New York City gedreht.[5] Seine Produktionskosten betrugen ungefähr 2 Millionen US-Dollar. Der Film spielte in den Kinos der USA ca. 725 000 US-Dollar ein.[6]
- Cage aß in Wirklichkeit drei Küchenschaben, da die Szene zweimal wiederholt werden musste.[7]
- Das Originalskript verlangte von Cages Charakter, rohe Eier zu essen. Weil er dies nicht schockierend genug fand, schlug Cage Küchenschaben vor, was er später für sie bedauerte.
- Die deutsche Kinofassung war gegenüber der Originalversion rund 8 Minuten gekürzt. Erst auf DVD wurde die ungekürzte Fassung veröffentlicht, allerdings mit deutschen Untertiteln bei den ‘neuen’ Szenen.[8]